# صموئيل ساندرز
صموئيل ساندرز (بالإنجليزية: Samuel Sanders)‏ هو عازف بيانو أمريكي، ولد في 28 يونيو 1937 في نيويورك في الولايات المتحدة، وتوفي بنفس المكان في 9 يوليو 1999.

## وصلات خارجية
- صموئيل ساندرز على موقع ميوزك برينز (الإنجليزية)
- صموئيل ساندرز على موقع أول ميوزيك (الإنجليزية)
- صموئيل ساندرز على موقع ديسكوغز (الإنجليزية)
- صموئيل ساندرز على موقع ديسكوغز (الإنجليزية)